# 佩爾紹斯捷帕尼夫卡
47°6′41″N 35°22′41″E / 47.11139°N 35.37806°E
佩爾紹斯捷帕尼夫卡（烏克蘭語：Першостепанівка）是位於烏克蘭東南部的村莊，由扎波羅熱州梅利托波爾區的新博赫達尼夫卡市鎮負責管轄。該村始建於1920年，面積0.8平方公里，海拔高度86米，2001年人口16，人口密度每平方公里20人。